# Panorpa guidongensis
Panorpa guidongensis är en näbbsländeart som beskrevs av Chou, Li in Chou, Wang, Li och Tong 1987. Panorpa guidongensis ingår i släktet Panorpa och familjen skorpionsländor. Inga underarter finns listade i Catalogue of Life.